# Li (unitate de măsură)
Li (里) este o unitate de măsură tradițională a distanței în China, valoarea căreia de-a lungul timpului a variat considerabil, iar în prezentare în sistemul metric internațional echivalează cu 500 metri. 
Aceasta nu trebuie confundată cu unitatea de măsură japoneză ri, care  în sistemul metric echivalează cu 3,927 km.
| Dinastie     | Perioada           | Lungime în SI |
| ------------ | ------------------ | ------------- |
| Xia          | 2100 - 1600 î.Chr. | 405 m         |
| Western Zhou | 1045 - 771 î.Chr.  | 358 m         |
| Eastern Zhou | 770 - 250 î.Chr.   | 416 m         |
| Qin          | 221 - 206 î.Chr.   | 415,8 m       |
| Han          | 205 - 220 d.Chr.   | 415,8 m       |
| Tang         | 618 - 907          | 323 m         |
| Qing         | 1644 - 1911        | 537 m - 645 m |
| ROC          | 1911 - 1984        | 500 m - 545 m |
| PRC          | 1984–prezent       | 500 m         |